# Proti Taxiarchia Katadromon-Alexiptotiston
Die Erste Fallschirmjägerbrigade (griechisch 1η ΤΑΞΚΔ-ΑΛ – 1η Ταξιαρχία Καταδρομών-Αλεξιπτωτιστών, 1 TAXKD-AL – Proti Taxiarchia Katadromon-Alexiptotiston; engl.: 1st Raider/Paratrooper Brigade) ist eine Spezialeinheit in Brigadegröße der Elite der Leichten Infanterie des Griechischen Heeres. Die Formation wird meist als Sturmtruppe (griechisch Δυνάμεις Καταδρομών – Dynamis Katadromon, engl. Raider Forces) bezeichnet. Die Soldaten werden als Katadromeas (griechisch Καταδρομέας, pl. Καταδρομείς – Katadromis) angesprochen und haben als Spitznamen „Prasinoskoufides“ (Grünbarette), beziehungsweise „Lokatzides“ (Bergstürmer).

## Geschichte

### Ieros Lochos (Heilige Schar)
Der Ursprung der Sturmeinheit geht zurück auf den Ieros Lochos (griechisch Ιερός Λόχος Heilige Schar) aus dem Zweiten Weltkrieg, eine griechische Freie Einheit, die sich den Alliierten Truppen des Special Air Service im Zweiten Weltkrieg angeschlossen hatten. Ihre Mitglieder waren hauptsächlich Offiziere und Unteroffiziere (NCOs), die nach dem Fall Griechenlands an die Achsenmächte nach Nordafrika geflohen waren. Nach der Gründung der Ieros Lochos 1942 bildete sie zusammen mit einer Einheit der Freien Französischen Truppen und britischen Einheiten die Basis des L Detachment, einer Abteilung des SAS, die sich auf Hit and Run (Militär)-Handstreiche, deutsch Angriff und Ausweichen, auf Flugfelder, Häfen und Treibstofflager in Nordafrika spezialisiert hatte.
Die "Sacred Squadron" wurde später in den griechischen Kriegsschauplätzen eingesetzt, wo sie mehrere Ost-ägäische Inseln von den Achsenmächten zurückerobern konnte. Nach der Befreiung Griechenlands wurde eine Reorganisation des griechischen Militärs (ELAS) unter der Aufsicht der Briten vorgeschlagen. Dieser Vorschlag beinhaltete die Einrichtung einer kleinen, hochausgebildeten Spezialeinheit.

### LOK
Als 1946 der Griechische Bürgerkrieg ausbrach, entschied die Regierung eine Spezialeinheit zu bilden, die vor allem zur Unterstützung für die Royalisten und britische Einheiten gedacht war, um Gebiete unter Kontrolle zu bekommen, die in der Hand von kommunistischen Guerrillas waren. Die Gebirgskommandos (Gebirgsjäger, LOK (griechisch ΛΟΚ - Λόχοι Ορεινών Καταδρομών, Lochi Orinōn Katadromon)) wurden am 20. Januar 1947 offiziell gegründet und begannen fast unmittelbar danach mit Operationen in Griechenlands Gebirgen. Das Zweite Gebirgskommando (Vita (Devteros) Lochos Orinon Katadromon) wurde im August 1947 in Vouliagmeni, Athen gebildet und hatte Einsätze im Bürgerkrieg in Thessalien, Zentralgriechenland, Epirus, Westmakedonien und Euböa. Das Vierte Gebirgskommando (Delta (Tetartos) Lochos Orinon Katadromon) wurde im Dezember 1947 in Volos gegründet und hatte Einsätze in allen Teilen von Griechenland. Das Fünfte Gebirgskommando (Epsilon (Pemptos) Lochos Orinon Katadromon) wurde im April 1949 gegründet und nahm bis Dezember 1949 an Kampfhandlungen teil. 1949 waren die LOK-Schwadrone so erfolgreich, dass die Sturmtruppen auf zwei Brigaden aufgestockt wurden. Das Dritte Gebirgskommando (Gamma (Tritos) Lochos Orinon Katadromon, gegründet 1949) wurde 1963 in eine Einheit mit amphibischen Möglichkeiten umgewandelt, während das Erste Gebirgskommado nach dem Ende des Bürgerkriegs aufgelöst wurde, erst 1968 reaktiviert wurde, und nach der türkischen Invasion auf Zypern 1974 in eine amphibische Einheit umgewandelt wurde.
In den 1960ern begannen Griechischer Geheimdienst (KYP) und Central Intelligence Agency (CIA) heimlich, die Lokatzides auszubilden und zu bewaffnen. Eine Abteilung der LOK spielte als Instrument der Geheimdienste eine wichtige Rolle im Militärputsch von 1967. Sie eroberten das Hauptquartier der Armee in Cholargos, Athen.

### Sturmtruppen

Siegel der griechischen Armee

Nach Ende der Griechischen Militärdiktatur wurden die LOK aufgelöst und in Sturmtruppen (griechisch Δυνάμεις Καταδρομών dynamis katadromon) umgewandelt und dem Kommando der Diikisi Idikon Dynameon (griechisch Διοίκηση Ειδικών Δυνάμεων, Kommandantur der Spezialeinheiten) unterstellt. Nach einer weiteren Umstrukturierung 1996 wurden alle Sturmtruppen in der heutigen Brigade zusammengefasst.

## Uniform und Abzeichen
Die Soldaten der Erste Fallschirmspringerbrigade tragen die standardisierten Griechische Eidechse-Tarnanzüge der griechischen Armee. Mitglieder der Spezial-Fallschirmspringereinheit (ETA und Z' MAK) tragen je nach Anforderungen gelegentlich auch andere Uniformen.
Alle Mitglieder der Brigade tragen die Insignien mit dem geflügelten Schwert, das die "tödliche, stille und schnelle" Natur der Operationen symbolisiert. Ein Spruchband das über Schwert und Schwingen verläuft trägt das Motto Wer wagt gewinnt (griechisch Ο ΤΟΛΜΩΝ ΝΙΚΑ - O Tolmon Nika) in Erinnerung an die Heilige Schar (Zweiter Weltkrieg) die mit der SAS-Brigade im Zweiten Weltkrieg kämpfte. Das Einheitenemblem trägt die Beschriftung ΔΥΝΑΜΕΙΣ ΚΑΤΑΔΡΟΜΩΝ (Sturmtruppe). Im Dienst werden zusätzlich Tarnanzüge getragen.
Alle Katadromis tragen das grüne Barett mit dem Wappen links.

## Struktur

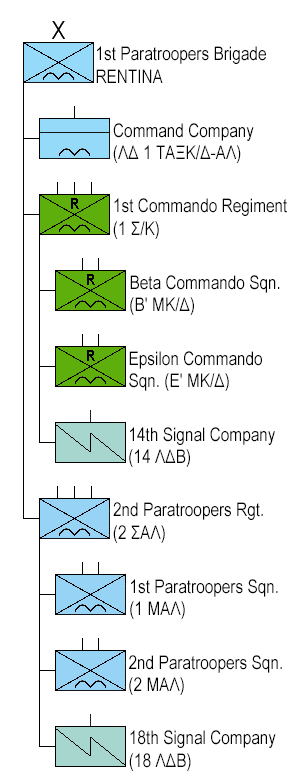
Struktur der Brigade

1. Fallschirmjäger-Brigade in Rendina, Makedonia
- 1. Sturmtruppen-Regiment (1ο ΣΚ - 1 Syntagma Katadromon)
  - 2. Schwadron (Β΄ ΜΚ - Vita Mira Katadromon)
  - 4. Schwadron (Δ΄ ΜΚ - Delta Mira Katadromon)
  - 5. Schwadron (Ε΄ ΜΚ - Epsilon Mira Katadromon)
  - 14. Fernmeldekompanie (14 ΛΔΒ - 14 Lochos Diavivaseon)
- 2. Fallschirmjäger-Regiment (2ο ΣΑΛ - 2 Syntagma Alexiptotiston)
  - 1. Fallschirmjäger-Schwadron (1η ΜΑΛ - 1 Mira Alexiptotiston)
  - 2. Fallschirmjäger-Schwadron (2η ΜΑΛ - 2 Mira Alexiptotiston)
  - SpezialFallschirmjägereinheit (ETA - Idiko Tmima Alexiptotiston)
  - 18. Fernmeldekompanie (18 ΛΔΒ - 18 Lochos Diavivaseon)

### Force Delta
Angehörige der ETA (Military-Freefall-Einheit als Militärische Aufklärungseinheit) sind ausnahmslos Unteroffiziere und Offiziere. Sie sind Teil der DESAA (Diakladiko Epiheirisiako Stratigeio Amesis Antidrasis, Vielseitigen Operativen Schnellreaktions-Kommando) des Verteidigungsministeriums zusammen mit der DYK der Griechischen Marine und der 31 MEE der Griechischen Luftstreitkräfte. Die Formation ist auch als Dynami Delta (Einheit 4, Force Delta) bekannt.